# Slatinice (železniční zastávka)
Slatinice jsou železniční zastávka ve Slatinicích v Olomouckém kraji. Je součástí neelektrizované jednokolejné železniční trati Olomouc – Senice na Hané – Prostějov. Leží mezi stanicemi Drahanovice a Třebčín v km 26,383.
Stanici obsluhují pravidelné osobní vlaky Českých drah linky M4 s intervalem 60 minut v pracovní dny a 120 minut ve dny pracovního klidu v obou směrech. Je zařazena do Integrovaného dopravního systému Olomouckého kraje.

## Železniční tratě
- Olomouc – Senice na Hané – Prostějov